# كلاريسا ميني تومسون ألن
كلاريسا ميني تومسون ألن (بالإنجليزية: Clarissa Minnie Thompson Allen) (1 أكتوبر 1859، كولومبيا في الولايات المتحدة)؛ شاعرة، مُدرسة، كاتِبة وروائية أمريكية.